# Pamphili

Escudo de la familia Pamphili

Los Pamphili (o Pamphilj) fueron una familia noble romana estrechamente relacionada con la política pontificia durante los siglos XVI y XVII.

## Reseñas históricas
La familia Pamphili era originaria de Gubbio. Sus orígenes se remontan a un tal Amanzio que vivió en el siglo IX y que se trasladó a Italia siguiendo a Carlomagno. En 1461 se trasladaron a Roma con Jacopo y Francesco, que se hicieron en poco tiempo tan ricos y poderosos como para obtener el título de condes del Sacro Imperio Romano Germánico, concedido por el emperador Federico III de Habsburgo.
En 1470 Antonio Pamphili adquirió una casa en la plaza del Pasquino, casando a su hijo Angelo Benedetto con Emilia Mellini, que trajo como dote algunas casas adyacentes que formaron el primer núcleo del Palacio Pamphili. En este período, gracias a la amistad con el pontífice Sixto IV, la familia tuvo varios encargos de confianza. El hijo de Angelo Benedetto, Pamphilio, se casó con Orazia Mattei, incrementando el prestigio de la noble familia. Sucesivamente una serie de matrimonios, con los Mellini y los del Bufalo, incrementaron su poder, tanto que los Pamphili situaron sobre el frontón de su casa como blasón: una paloma con una rama de olivo en el pico con tres lirios dorados sobre la misma.
La definitiva confirmación de la familia tuvo lugar en 1644, cuando Giovanni Battista Pamphili fue elegido papa con el nombre de Inocencio X (1644-1655). Este papa, descrito como seco y colérico, se comportó como un gran mecenas protegiendo a grandes hombres del cultura y artistas de su tiempo como Athanasius Kircher, Gian Lorenzo Bernini, Francesco Borromini y Pietro da Cortona. Bajo su pontificado adquirió un particular prestigio la cuñada del papa, Olimpia Maidalchini, conocida por el papa como Donna Olimpia. Siguiendo la tradición nepotística de la época, el papa nombró cardenal a su sobrino Camillo Francesco Maria Pamphili, que tres años después renunció a la púrpura para casarse con Olimpia Aldobrandini, viuda del príncipe Borghese y única heredera de los Aldobrandini. La pareja tuvo cinco hijos.
Los Pamphili fueron herederos de la familia boloñesa Facchinetti, y por ello obtuvieron la dignidad de senadores de Bolonia en 1685, ocupando hasta 1747 el escaño XXVI, y desde 1751 a 1760 el escaño XI.
La línea masculina de la familia se extinguió en 1760 con la muerte de Girolamo Pamphili.
En 1763 Clemente XIII concedió al príncipe Giovanni Andrea IV Doria Landi (1705–1764) el apellido, las enseñas y los bienes de la familia Pamphili, gracias al parentesco adquirido a través del matrimonio entre Giovanni Andrea III Doria (1653–1737) y Anna Pamphili. Desde este momento la familia pasó a denominarse Doria-Pamphili. El último personaje notable de la familia de los Doria-Pamphili fue Andrea Doria Pamphili, elegido primer alcalde Roma, después de la liberación de Italia durante la Segunda Guerra Mundial.

## Sucesión patrimonial
La pareja adoptó dos hijos:
- Jonathan Paul Andrew Pogson Doria Pamphilj (nacido en 1963) - quien se convirtió en Jonathan Doria Pamphilj en 2006 por escritura pública - en 2006 formó una sociedad civil en la Embajada Británica en Suiza con Elson Edeno Braga,[3] un ciudadano brasileño, y tiene dos hijos por gestación subrogada: Emily Doria Pamphilj (n. 2006) y Filippo Andrea Doria Pamphilj (n. 2007).
- Gesine Margaret Orietta Mary Pogson Doria Pamphilj (nacida en 1964), [cita requerida] se casó con Massimiliano Floridi, con quien tiene cuatro hijas: Anna Floridi (n. 1994), Elisa Floridi, Orietta Floridi e Irene Floridi (n. 2004). [3]

Tras la muerte de la princesa Orietta Doria Pamphilj el 19 de noviembre de 2000, sus propiedades fueron heredadas por Jonathan Pogson Doria Pamphilj y Gesine Floridi. En 2013, los herederos se establecieron en el "Trust Doria Pamphilj" con todos sus bienes heredados.
La capacidad de heredar de los hijos de Jonathan Pogson Doria Pamphilj, después de su muerte, fue cuestionada en octubre de 2009 y su hermana emprendió acciones legales sobre este punto. Sobre la base de que los hijos de Jonathan Pogson Doria Pamphilj nacieron de madres sustitutas, Gesine Floridi afirmó que una ley italiana recientemente aprobada sobre procreación asistida les prohibía heredar.[5] En 2010, un tribunal de Roma se negó a escuchar el caso.[6]
Familia Extensa

## Familia extensa
- Gabriel Doria-Pamphili-Bourbon | (1945-2002) |
- Sebastian Doria-Pamphili-Borbon | (Nacido 1980)

## Árbol familiar
Árbol de la familia Pamphili de 1574 a1760:
|                    |                    |                    |                    |                    |                    |                    |                    |                     |                     |                       |                       |                       |                       |                       |                       |                     |                     |                          |                          |                          |                          |                          |                          |                     |                     |                     |                     |                     |                     |                   |                   |                   |                   |                    |                    |                    |                    |                    |                    |                  |                  |                 |                 |                      |                      |                      |                      |                      |                      |                   |                   |                   |                   |                   |                   |                   |                   |  |  |  |  |  |  |  |  |  |  |  |  |  |  |  |  |  |  |  |  |  |  |
|                    |                    |                    |                    |                    |                    |                    |                    |                     |                     |                       |                       |                       |                       |                       |                       |                     |                     |                          |                          |                          |                          |                          |                          |                     |                     |                     |                     |                     |                     |                   |                   |                   |                   |                    |                    |                    |                    |                    |                    |                  |                  |                 |                 |                      |                      |                      |                      |                      |                      |                   |                   |                   |                   |                   |                   |                   |                   |  |  |  |  |  |  |  |  |  |  |  |  |  |  |  |  |  |  |  |  |  |  |
|                    |                    |                    |                    |                    |                    |                    |                    |                     |                     |                       |                       |                       |                       |                       |                       |                     |                     |                          |                          |                          |                          |                          |                          |                     |                     |                     |                     |                     |                     |                   |                   |                   |                   |                    |                    |                    |                    |                    |                    |                  |                  |                 |                 |                      |                      |                      |                      |                      |                      |                   |                   |                   |                   |                   |                   |                   |                   |  |  |  |  |  |  |  |  |  |  |  |  |  |  |  |  |  |  |  |  |  |  |
|                    |                    |                    |                    |                    |                    |                    |                    | Inocencio X         | Inocencio X         | Inocencio X           | Inocencio X           | Inocencio X           | Inocencio X           |                       |                       | Pamphilio Pamphili  | Pamphilio Pamphili  | Pamphilio Pamphili       | Pamphilio Pamphili       | Pamphilio Pamphili       | Pamphilio Pamphili       |                          |                          | Olimpia Maidalchini | Olimpia Maidalchini | Olimpia Maidalchini | Olimpia Maidalchini | Olimpia Maidalchini | Olimpia Maidalchini |                   |                   |                   |                   |                    |                    |                    |                    |                    |                    |                  |                  |                 |                 |                      |                      |                      |                      |                      |                      |                   |                   |                   |                   |                   |                   |                   |                   |  |  |  |  |  |  |  |  |  |  |  |  |  |  |  |  |  |  |  |  |  |  |
|                    |                    |                    |                    |                    |                    |                    |                    | Inocencio X         | Inocencio X         | Inocencio X           | Inocencio X           | Inocencio X           | Inocencio X           |                       |                       | Pamphilio Pamphili  | Pamphilio Pamphili  | Pamphilio Pamphili       | Pamphilio Pamphili       | Pamphilio Pamphili       | Pamphilio Pamphili       |                          |                          | Olimpia Maidalchini | Olimpia Maidalchini | Olimpia Maidalchini | Olimpia Maidalchini | Olimpia Maidalchini | Olimpia Maidalchini |                   |                   |                   |                   |                    |                    |                    |                    |                    |                    |                  |                  |                 |                 |                      |                      |                      |                      |                      |                      |                   |                   |                   |                   |                   |                   |                   |                   |  |  |  |  |  |  |  |  |  |  |  |  |  |  |  |  |  |  |  |  |  |  |
|                    |                    |                    |                    |                    |                    |                    |                    |                     |                     |                       |                       |                       |                       |                       |                       |                     |                     |                          |                          |                          |                          |                          |                          |                     |                     |                     |                     |                     |                     |                   |                   |                   |                   |                    |                    |                    |                    |                    |                    |                  |                  |                 |                 |                      |                      |                      |                      |                      |                      |                   |                   |                   |                   |                   |                   |                   |                   |  |  |  |  |  |  |  |  |  |  |  |  |  |  |  |  |  |  |  |  |  |  |
|                    |                    |                    |                    |                    |                    |                    |                    |                     |                     |                       |                       |                       |                       |                       |                       |                     |                     |                          |                          |                          |                          |                          |                          |                     |                     |                     |                     |                     |                     |                   |                   |                   |                   |                    |                    |                    |                    |                    |                    |                  |                  |                 |                 |                      |                      |                      |                      |                      |                      |                   |                   |                   |                   |                   |                   |                   |                   |  |  |  |  |  |  |  |  |  |  |  |  |  |  |  |  |  |  |  |  |  |  |
|                    |                    |                    |                    | Andrea Giustiniani | Andrea Giustiniani | Andrea Giustiniani | Andrea Giustiniani | Andrea Giustiniani  | Andrea Giustiniani  |                       |                       | Anna Maria Pamphili   | Anna Maria Pamphili   | Anna Maria Pamphili   | Anna Maria Pamphili   | Anna Maria Pamphili | Anna Maria Pamphili |                          |                          | Niccolò Ludovisi         | Niccolò Ludovisi         | Niccolò Ludovisi         | Niccolò Ludovisi         | Niccolò Ludovisi    | Niccolò Ludovisi    |                     |                     | Costanza Pamphili   | Costanza Pamphili   | Costanza Pamphili | Costanza Pamphili | Costanza Pamphili | Costanza Pamphili |                    |                    | Camillo Pamphili   | Camillo Pamphili   | Camillo Pamphili   | Camillo Pamphili   | Camillo Pamphili | Camillo Pamphili |                 |                 | Olimpia Aldobrandini | Olimpia Aldobrandini | Olimpia Aldobrandini | Olimpia Aldobrandini | Olimpia Aldobrandini | Olimpia Aldobrandini |                   |                   | Paolo Borghese    | Paolo Borghese    | Paolo Borghese    | Paolo Borghese    | Paolo Borghese    | Paolo Borghese    |  |  |  |  |  |  |  |  |  |  |  |  |  |  |  |  |  |  |  |  |  |  |
|                    |                    |                    |                    | Andrea Giustiniani | Andrea Giustiniani | Andrea Giustiniani | Andrea Giustiniani | Andrea Giustiniani  | Andrea Giustiniani  |                       |                       | Anna Maria Pamphili   | Anna Maria Pamphili   | Anna Maria Pamphili   | Anna Maria Pamphili   | Anna Maria Pamphili | Anna Maria Pamphili |                          |                          | Niccolò Ludovisi         | Niccolò Ludovisi         | Niccolò Ludovisi         | Niccolò Ludovisi         | Niccolò Ludovisi    | Niccolò Ludovisi    |                     |                     | Costanza Pamphili   | Costanza Pamphili   | Costanza Pamphili | Costanza Pamphili | Costanza Pamphili | Costanza Pamphili |                    |                    | Camillo Pamphili   | Camillo Pamphili   | Camillo Pamphili   | Camillo Pamphili   | Camillo Pamphili | Camillo Pamphili |                 |                 | Olimpia Aldobrandini | Olimpia Aldobrandini | Olimpia Aldobrandini | Olimpia Aldobrandini | Olimpia Aldobrandini | Olimpia Aldobrandini |                   |                   | Paolo Borghese    | Paolo Borghese    | Paolo Borghese    | Paolo Borghese    | Paolo Borghese    | Paolo Borghese    |  |  |  |  |  |  |  |  |  |  |  |  |  |  |  |  |  |  |  |  |  |  |
|                    |                    |                    |                    |                    |                    |                    |                    |                     |                     |                       |                       |                       |                       |                       |                       |                     |                     |                          |                          |                          |                          |                          |                          |                     |                     |                     |                     |                     |                     |                   |                   |                   |                   |                    |                    |                    |                    |                    |                    |                  |                  |                 |                 |                      |                      |                      |                      |                      |                      |                   |                   |                   |                   |                   |                   |                   |                   |  |  |  |  |  |  |  |  |  |  |  |  |  |  |  |  |  |  |  |  |  |  |
|                    |                    |                    |                    |                    |                    |                    |                    |                     |                     |                       |                       |                       |                       |                       |                       |                     |                     |                          |                          |                          |                          |                          |                          |                     |                     |                     |                     |                     |                     |                   |                   |                   |                   |                    |                    |                    |                    |                    |                    |                  |                  |                 |                 |                      |                      |                      |                      |                      |                      |                   |                   |                   |                   |                   |                   |                   |                   |  |  |  |  |  |  |  |  |  |  |  |  |  |  |  |  |  |  |  |  |  |  |
| Maffeo Barberini   | Maffeo Barberini   | Maffeo Barberini   | Maffeo Barberini   | Maffeo Barberini   | Maffeo Barberini   |                    |                    | Olimpia Giustiniani | Olimpia Giustiniani | Olimpia Giustiniani   | Olimpia Giustiniani   | Olimpia Giustiniani   | Olimpia Giustiniani   |                       |                       |                     |                     |                          |                          |                          |                          |                          |                          |                     |                     |                     |                     |                     |                     |                   |                   |                   |                   |                    |                    |                    |                    |                    |                    |                  |                  |                 |                 | Maria Borghese       | Maria Borghese       | Maria Borghese       | Maria Borghese       | Maria Borghese       | Maria Borghese       |                   |                   | Giovanni Borghese | Giovanni Borghese | Giovanni Borghese | Giovanni Borghese | Giovanni Borghese | Giovanni Borghese |  |  |  |  |  |  |  |  |  |  |  |  |  |  |  |  |  |  |  |  |  |  |
| Maffeo Barberini   | Maffeo Barberini   | Maffeo Barberini   | Maffeo Barberini   | Maffeo Barberini   | Maffeo Barberini   |                    |                    | Olimpia Giustiniani | Olimpia Giustiniani | Olimpia Giustiniani   | Olimpia Giustiniani   | Olimpia Giustiniani   | Olimpia Giustiniani   |                       |                       |                     |                     |                          |                          |                          |                          |                          |                          |                     |                     |                     |                     |                     |                     |                   |                   |                   |                   |                    |                    |                    |                    |                    |                    |                  |                  |                 |                 | Maria Borghese       | Maria Borghese       | Maria Borghese       | Maria Borghese       | Maria Borghese       | Maria Borghese       |                   |                   | Giovanni Borghese | Giovanni Borghese | Giovanni Borghese | Giovanni Borghese | Giovanni Borghese | Giovanni Borghese |  |  |  |  |  |  |  |  |  |  |  |  |  |  |  |  |  |  |  |  |  |  |
|                    |                    |                    |                    |                    |                    |                    |                    |                     |                     |                       |                       |                       |                       |                       |                       |                     |                     |                          |                          |                          |                          |                          |                          |                     |                     |                     |                     |                     |                     |                   |                   |                   |                   |                    |                    |                    |                    |                    |                    |                  |                  |                 |                 |                      |                      |                      |                      |                      |                      |                   |                   |                   |                   |                   |                   |                   |                   |  |  |  |  |  |  |  |  |  |  |  |  |  |  |  |  |  |  |  |  |  |  |
|                    |                    |                    |                    |                    |                    |                    |                    |                     |                     |                       |                       |                       |                       |                       |                       |                     |                     |                          |                          |                          |                          |                          |                          |                     |                     |                     |                     |                     |                     |                   |                   |                   |                   |                    |                    |                    |                    |                    |                    |                  |                  |                 |                 |                      |                      |                      |                      |                      |                      |                   |                   |                   |                   |                   |                   |                   |                   |  |  |  |  |  |  |  |  |  |  |  |  |  |  |  |  |  |  |  |  |  |  |
| Costanza Barberini | Costanza Barberini | Costanza Barberini | Costanza Barberini | Costanza Barberini | Costanza Barberini |                    |                    | Camilla Barberini   | Camilla Barberini   | Camilla Barberini     | Camilla Barberini     | Camilla Barberini     | Camilla Barberini     |                       |                       | Francesco Barberini | Francesco Barberini | Francesco Barberini      | Francesco Barberini      | Francesco Barberini      | Francesco Barberini      |                          |                          | Urbano Barberini    | Urbano Barberini    | Urbano Barberini    | Urbano Barberini    | Urbano Barberini    | Urbano Barberini    |                   |                   | Taddeo Barberini  | Taddeo Barberini  | Taddeo Barberini   | Taddeo Barberini   | Taddeo Barberini   | Taddeo Barberini   |                    |                    |                  |                  |                 |                 |                      |                      |                      |                      |                      |                      |                   |                   |                   |                   |                   |                   |                   |                   |  |  |  |  |  |  |  |  |  |  |  |  |  |  |  |  |  |  |  |  |  |  |
| Costanza Barberini | Costanza Barberini | Costanza Barberini | Costanza Barberini | Costanza Barberini | Costanza Barberini |                    |                    | Camilla Barberini   | Camilla Barberini   | Camilla Barberini     | Camilla Barberini     | Camilla Barberini     | Camilla Barberini     |                       |                       | Francesco Barberini | Francesco Barberini | Francesco Barberini      | Francesco Barberini      | Francesco Barberini      | Francesco Barberini      |                          |                          | Urbano Barberini    | Urbano Barberini    | Urbano Barberini    | Urbano Barberini    | Urbano Barberini    | Urbano Barberini    |                   |                   | Taddeo Barberini  | Taddeo Barberini  | Taddeo Barberini   | Taddeo Barberini   | Taddeo Barberini   | Taddeo Barberini   |                    |                    |                  |                  |                 |                 |                      |                      |                      |                      |                      |                      |                   |                   |                   |                   |                   |                   |                   |                   |  |  |  |  |  |  |  |  |  |  |  |  |  |  |  |  |  |  |  |  |  |  |
|                    |                    |                    |                    |                    |                    |                    |                    |                     |                     |                       |                       |                       |                       |                       |                       |                     |                     |                          |                          |                          |                          |                          |                          |                     |                     |                     |                     |                     |                     |                   |                   |                   |                   |                    |                    |                    |                    |                    |                    |                  |                  |                 |                 |                      |                      |                      |                      |                      |                      |                   |                   |                   |                   |                   |                   |                   |                   |  |  |  |  |  |  |  |  |  |  |  |  |  |  |  |  |  |  |  |  |  |  |
|                    |                    |                    |                    |                    |                    |                    |                    |                     |                     |                       |                       |                       |                       |                       |                       |                     |                     |                          |                          |                          |                          |                          |                          |                     |                     |                     |                     |                     |                     |                   |                   |                   |                   |                    |                    |                    |                    |                    |                    |                  |                  |                 |                 |                      |                      |                      |                      |                      |                      |                   |                   |                   |                   |                   |                   |                   |                   |  |  |  |  |  |  |  |  |  |  |  |  |  |  |  |  |  |  |  |  |  |  |
|                    |                    |                    |                    |                    |                    |                    |                    |                     |                     | Giambattista Pamphili | Giambattista Pamphili | Giambattista Pamphili | Giambattista Pamphili | Giambattista Pamphili | Giambattista Pamphili |                     |                     | Giovanni III Doria Landi | Giovanni III Doria Landi | Giovanni III Doria Landi | Giovanni III Doria Landi | Giovanni III Doria Landi | Giovanni III Doria Landi |                     |                     | Anna Pamphili       | Anna Pamphili       | Anna Pamphili       | Anna Pamphili       | Anna Pamphili     | Anna Pamphili     |                   |                   | Benedetto Pamphili | Benedetto Pamphili | Benedetto Pamphili | Benedetto Pamphili | Benedetto Pamphili | Benedetto Pamphili |                  |                  | Teresa Pamphili | Teresa Pamphili | Teresa Pamphili      | Teresa Pamphili      | Teresa Pamphili      | Teresa Pamphili      |                      |                      | Flaminia Pamphili | Flaminia Pamphili | Flaminia Pamphili | Flaminia Pamphili | Flaminia Pamphili | Flaminia Pamphili |                   |                   |  |  |  |  |  |  |  |  |  |  |  |  |  |  |  |  |  |  |  |  |  |  |
|                    |                    |                    |                    |                    |                    |                    |                    |                     |                     | Giambattista Pamphili | Giambattista Pamphili | Giambattista Pamphili | Giambattista Pamphili | Giambattista Pamphili | Giambattista Pamphili |                     |                     | Giovanni III Doria Landi | Giovanni III Doria Landi | Giovanni III Doria Landi | Giovanni III Doria Landi | Giovanni III Doria Landi | Giovanni III Doria Landi |                     |                     | Anna Pamphili       | Anna Pamphili       | Anna Pamphili       | Anna Pamphili       | Anna Pamphili     | Anna Pamphili     |                   |                   | Benedetto Pamphili | Benedetto Pamphili | Benedetto Pamphili | Benedetto Pamphili | Benedetto Pamphili | Benedetto Pamphili |                  |                  | Teresa Pamphili | Teresa Pamphili | Teresa Pamphili      | Teresa Pamphili      | Teresa Pamphili      | Teresa Pamphili      |                      |                      | Flaminia Pamphili | Flaminia Pamphili | Flaminia Pamphili | Flaminia Pamphili | Flaminia Pamphili | Flaminia Pamphili |                   |                   |  |  |  |  |  |  |  |  |  |  |  |  |  |  |  |  |  |  |  |  |  |  |
|                    |                    |                    |                    |                    |                    |                    |                    |                     |                     |                       |                       |                       |                       |                       |                       |                     |                     |                          |                          |                          |                          |                          |                          |                     |                     |                     |                     |                     |                     |                   |                   |                   |                   |                    |                    |                    |                    |                    |                    |                  |                  |                 |                 |                      |                      |                      |                      |                      |                      |                   |                   |                   |                   |                   |                   |                   |                   |  |  |  |  |  |  |  |  |  |  |  |  |  |  |  |  |  |  |  |  |  |  |
|                    |                    |                    |                    |                    |                    |                    |                    |                     |                     |                       |                       |                       |                       |                       |                       |                     |                     |                          |                          |                          |                          | Doria-Pamphili-Landi     |                          |                     |                     |                     |                     |                     |                     |                   |                   |                   |                   |                    |                    |                    |                    |                    |                    |                  |                  |                 |                 |                      |                      |                      |                      |                      |                      |                   |                   |                   |                   |                   |                   |                   |                   |  |  |  |  |  |  |  |  |  |  |  |  |  |  |  |  |  |  |  |  |  |  |